# Guowang (köpinghuvudort i Kina, Shaanxi, lat 34,38, long 107,53)
Guowang är en köpinghuvudort i Kina. Den ligger i provinsen Shaanxi, i den nordvästra delen av landet, omkring 130 kilometer väster om provinshuvudstaden Xi'an. Antalet invånare är 31 061. Befolkningen består av 15 196 kvinnor och 15 865 män. Barn under 15 år utgör 15,0 %, vuxna 15-64 år 74 %, och äldre över 65 år 9,0 %.
Runt Guowang är det tätbefolkat, med 331 invånare per kvadratkilometer. Närmaste större samhälle är Fengxiang Chengguanzhen, 19,7 km nordväst om Guowang. Trakten runt Guowang består till största delen av jordbruksmark.
Genomsnittlig årsnederbörd är 730 millimeter. Den regnigaste månaden är september, med i genomsnitt 159 mm nederbörd, och den torraste är december, med 2 mm nederbörd.